# Version 7 Unix
UNIX第七版（英語：Version 7 Unix），又稱Version 7，V7，在1979年推出，是貝爾實驗室釋出的最後一個可自由散布的Unix操作系統版本，AT&T後續開始研發商業Unix版本，取代這個版本。它在迪吉多公司的PDP-11上運行，是第一個具備可移植性的作業系統。迪吉多公司曾經推出他們自己的版本，稱為V7M。

## 新功能
Version 7 Unix上提供的編譯器，除了先前由丹尼斯·里奇寫作，專門針對PDP-11平台的C語言編譯器外，還增加了可移植C編譯器（pcc）。
在Version 7 Unix上引進的新功能有：
- 新工具程式，包括lex、yacc、lint與make

## 外部連結
- Unix Seventh Edition manual (Bell Labs)